# کلاوس کوچک و کلاوس بزرگ
کلاوس کوچک و کلاوس بزرگ (دانمارکی: Lille Claus og store Claus) یکی از افسانه‌های ادبی هانس کریستین آندرسن است که در سال ۱۸۳۵ به زبان دانمارکی منتشر شد. این داستان بلند و طنزآمیز به شیوه‌ای کنایه‌آمیز به موضوعاتی مانند حرص، فریب، و هوش مردمان ساده‌دل می‌پردازد.

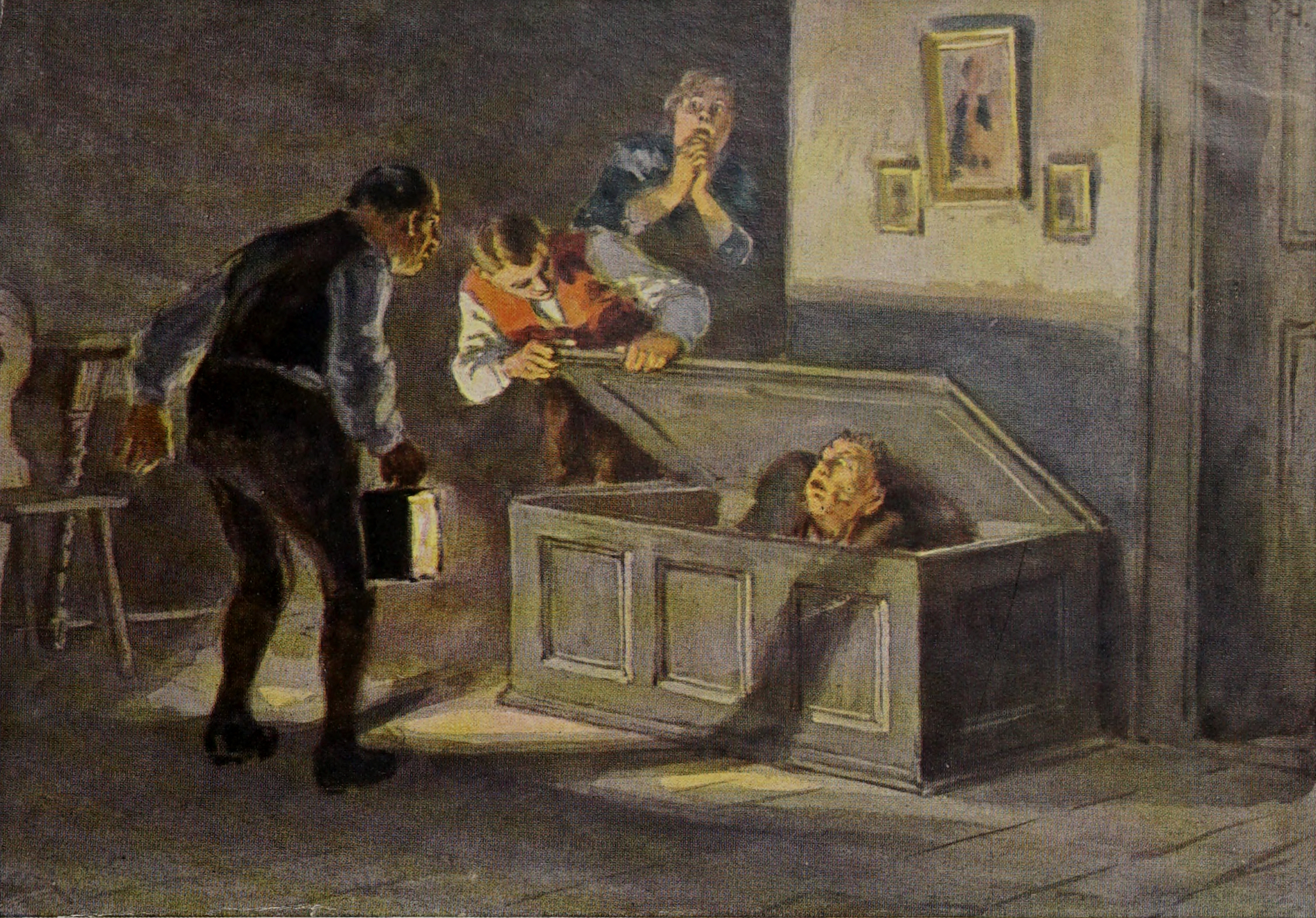

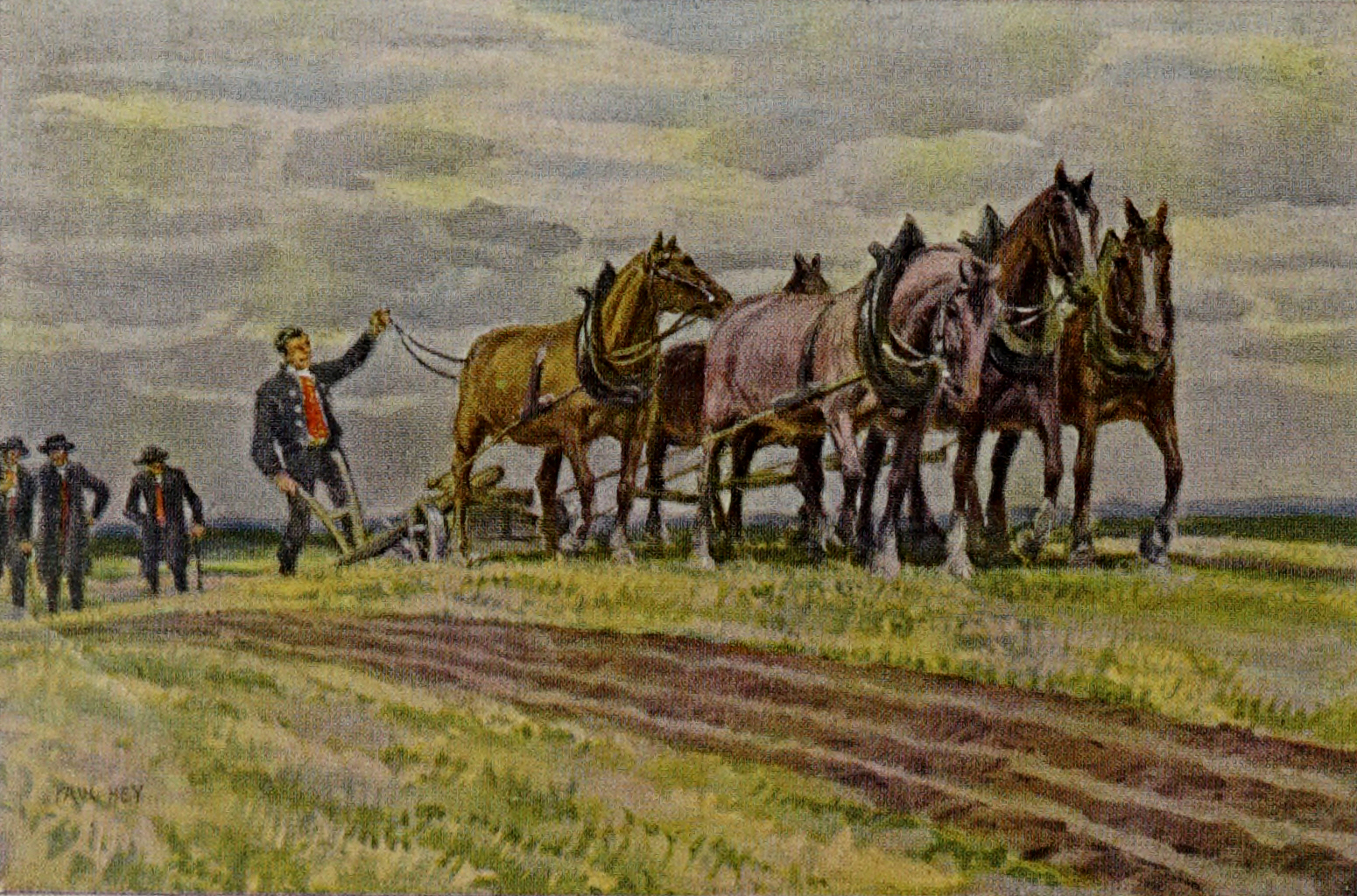

## داستان
در روستایی دو مرد با نام «کلاوس» زندگی می‌کنند. یکی از آن‌ها که چهار اسب دارد به نام «کلاوس بزرگ» شناخته می‌شود، و دیگری که فقط یک اسب دارد «کلاوس کوچک» خوانده می‌شود. کلاوس کوچک یک روز در هفته اسب‌های کلاوس بزرگ را قرض می‌گیرد تا با پنج اسب زمینش را شخم بزند. در این روز او با افتخار فریاد می‌زند: «هی، پنج اسب من!» که موجب خشم کلاوس بزرگ می‌شود. او تهدید می‌کند که اگر دوباره این حرف را بزند، اسبش را خواهد کشت. کلاوس کوچک دوباره تکرار می‌کند و کلاوس بزرگ اسبش را می‌کشد.
کلاوس کوچک پوست اسب را می‌کَنَد و برای فروش راهی شهر می‌شود. شب در راه، نزد زنی می‌رسد که نمی‌خواهد او را به خانه راه دهد. اما او متوجه می‌شود که زن با کشیشی در غیاب شوهرش در حال خوردن غذا و نوشیدن شراب است. وقتی شوهر زن بازمی‌گردد، کشیش را در صندوقی پنهان می‌کنند و غذا را در فر مخفی می‌کنند. کلاوس کوچک تظاهر می‌کند که در کیسه‌اش جادوگری است که می‌گوید غذا و شراب در فر پنهان است. شوهر شگفت‌زده می‌شود و تمام غذا را درمی‌آورد. سپس کلاوس ادعا می‌کند جادوگر می‌تواند شیطان را هم نشان دهد و شوهر با دیدن کشیش در صندوق، باور می‌کند. در نتیجه، کلاوس کیسه‌اش را به او می‌فروشد و با صندوق (که کشیش داخل آن است) و یک کیسه پول راهی می‌شود.
در راه، کلاوس تهدید می‌کند که صندوق را در رودخانه می‌اندازد. کشیش با دادن پول، از صندوق بیرون می‌آید. کلاوس با دو کیسه پر از پول بازمی‌گردد. کلاوس بزرگ از او می‌پرسد که این پول‌ها را از کجا آورده و او داستان ساختگی فروش پوست اسب به بهای گزاف را تعریف می‌کند. کلاوس بزرگ همه اسب‌هایش را می‌کشد و پوست آن‌ها را برای فروش می‌برد اما مردم او را مسخره می‌کنند و کتک می‌زنند.
مدتی بعد، مادربزرگ کلاوس کوچک می‌میرد. او جسدش را در رختخواب می‌گذارد. کلاوس بزرگ شبانه می‌آید و به خیال اینکه کلاوس کوچک را می‌کشد، تبر بر سر مادربزرگ می‌کوبد. کلاوس کوچک جسد را به مهمانخانه‌ای می‌برد و وانمود می‌کند که مادربزرگش زنده است ولی ناشنواست. صاحب مهمانخانه که عصبی است، وقتی پاسخی نمی‌شنود، لیوان را به صورت مادربزرگ پرتاب می‌کند. کلاوس کوچک او را به قتل متهم می‌کند و صاحب مهمانخانه برای خاموش کردن ماجرا پول و هزینه خاکسپاری را می‌دهد.
کلاوس بزرگ باز می‌آید و با دیدن کلاوس کوچک زنده، متعجب می‌شود. کلاوس کوچک می‌گوید مادربزرگش را فروخته است. کلاوس بزرگ مادربزرگ خود را می‌کشد و سعی می‌کند جسد را بفروشد. اما همه او را دیوانه می‌پندارند و فرار می‌کند.
در اوج خشم، کلاوس بزرگ کلاوس کوچک را در کیسه‌ای می‌اندازد تا او را در رودخانه غرق کند. در راه، در کنار کلیسا توقف می‌کند. مرد سالخورده‌ای با گله‌ای گاو از کنار کیسه می‌گذرد و کلاوس کوچک او را قانع می‌کند که داخل کیسه برود تا به بهشت برود! پیرمرد می‌پذیرد و کلاوس کوچک گله را می‌گیرد. کلاوس بزرگ کیسه را در رودخانه می‌اندازد.
در بازگشت، کلاوس بزرگ می‌بیند که کلاوس کوچک با گله‌ای از گاوها برگشته است. او باور می‌کند که گاوها را در قعر رودخانه از پری دریایی گرفته است. کلاوس کوچک پیشنهاد می‌دهد که او را نیز به ته رودخانه بفرستد و کلاوس بزرگ با میل خود وارد کیسه می‌شود. کلاوس کوچک سنگ بزرگی در کیسه می‌گذارد و او را به داخل رودخانه می‌اندازد و می‌گوید: «می‌ترسم دیگر گاوی پیدا نکند!»

## بازخورد
نخستین نقدها بر این داستان، به‌ویژه در روزنامه دانمارکی Dannor در ۱۸۳۶، منفی بود. یکی از نقدها اشاره می‌کند که داستان به کشتن مادربزرگ‌ها یا دیگران با سبکی طنزآمیز اشاره دارد که ممکن است بر کودکان تأثیر منفی بگذارد.